# Phulabani
Phulabani là một thị xã và là nơi đặt ủy ban khu vực quy hoạch (notified area committee) của quận Kandhamal thuộc bang Orissa, Ấn Độ.

## Địa lý
Phulabani có vị trí 20°28′B 84°14′Đ / 20,47°B 84,23°Đ Nó có độ cao trung bình là 485 mét (1591 feet).

## Nhân khẩu
Theo điều tra dân số năm 2001 của Ấn Độ, Phulabani có dân số 33.887 người. Phái nam chiếm 53% tổng số dân và phái nữ chiếm 47%. Phulabani có tỷ lệ 76% biết đọc biết viết, cao hơn tỷ lệ trung bình toàn quốc là 59,5%: tỷ lệ cho phái nam là 83%, và tỷ lệ cho phái nữ là 68%. Tại Phulabani, 12% dân số nhỏ hơn 6 tuổi.